# Jur (rzeka)
Jur (nazywana także Sue) – rzeka w zachodniej części Sudanu Południowego, przepływająca przez regiony Bahr el Ghazal i Ekwatoria. Znajduje się w dorzeczu rzeki Bahr el Ghazal, której jest najważniejszym dopływem i ma długość 485 km. Jest rzeką sezonową.